# Carmen Bernand
Carmen Bernand (nome de nascimento: Carmen Muñoz; Paris, 19 de setembro de 1939) é uma antropóloga e historiadora francesa de origem espanhola.

## Biografia
Nasceu em Paris no verão de 1939. Seus pais — ele valenciano, ela madrilenha — eram republicanos que fugiram da Espanha depois da ocupação da Catalunha pelas tropas franquistas e que num primeiro momento tinham sido enclausurados no campo de Argelès-sul-Mer. Mas logo saíram da França graças ao poeta e diplomataPablo Neruda, que lhes proporcionou um bilhete no transatlântico Massilia que devia leva-los ao Chile. Quando o barco chegou a Buenos Aires, contudo, foi parado e os republicanos espanhóis exilados só puderam desembarcar  graças ao empresário jornalístico Natalio Félix Botana. Dessa forma, a família instalou-se em Buenos Aires e Carmen passou ali os vinte e cinco primeiros anos de sua vida. Estudou no liceu francês e depois na Universidade de Buenos Aires onde cursou Antropologia social.
Em 1964 decidiu migrar para Paris para estudar com Lévi-Strauss depois de ter ficado impressionada pela leitura de Tristes Trópicos (publicado em 1955). Graças a Lévi-Strauss conseguiu um posto de documentalista no Institut des hautes études de l'Amérique Latine, onde desenvolveu um trabalho significativo e começou a preparar sua tese (que será publicada em 1977 com o título Les Ayoré du Chaco septentrionel). Em 1966 casou-se com o epigrafista e helenista André Bernand (1913-2013). No seguinte começou a ensinar sociologia na Universidade de Paris X Nanterre.
Em 1978 publicou Le vieux vont mourir à Nanterre, um estudo antropológico e sociológico sobre os idosos de uma residência próxima à Universidade de Nanterre. Sete anos depois publicou sua tese de Estado sobre os povos ameríndios dos Andes (La Solitude des Renaissants. Malheurs et sorcellerie dans les Andes, 1985). Em 1988 publicou um livro de divulgação sobre os incas (Les Incas, peuple du soleil) traduzido para vários idiomas. Nesse mesmo ano publicou, em colaboração com Serge Gruzinski, uma de suas obras mais importantes, De l'idolâtrie: une archéologie dês sciences religieuses, fruto de uma investigação realizada  no Arquivo de Índias de Sevilla, alguns meses antes da morte do general Franco. Também em colaboração com Gruzinski, publicou sua monumental Histoire du Nouveau Monde, em dois volumes publicados em 1991 e 1993, respectivamente (publicado no Brasil pela Editora da Universidade de São Paulo como História do Novo Mundo). Pouco depois dedicou duas de suas obras a Buenos Aires, a cidade de sua infância e juventude (Histoire de Buenos Aires, 1997, e Buenos Aires, 1880-1936. Un mythe dês confins, 2001).
Em 2013 publicou um estudo de etnomusicologia sobre a América Latina (Genèse dês musiques d'Amérique latine) e, em 2019, Histoire dês peuples d'Amérique, outra de suas obras fundamentais.